# Italia en la Copa Mundial de Rugby de 1991
La Selección de rugby de Italia fue uno de los 16 participantes de la Copa Mundial de Rugby de 1991 que se realizó en Inglaterra.
Fue la segunda participación de los Azzurri en la Copa Mundial de Rugby.

## Plantel
| Nombre                  | Posición       | Club                 |
| ----------------------- | -------------- | -------------------- |
| Carlo Orlandi           | hooker         | Rugby Lyons Piacenza |
| Giancarlo Pivetta       | hooker         | Benetton Rugby       |
| Franco Properzi         | pilar          | Amatori Rugby Milano |
| Massimo Cuttitta        | pilar          | Amatori Rugby Milano |
| Guido Rossi             | pilar          | Benetton Rugby       |
| Giovanni Grespan        | pilar          | Benetton Rugby       |
| Carlo Checchinato       | segunda línea  | Rugby Rovigo         |
| Antonio Colella         | segunda línea  | L'Aquila Rugby       |
| Roberto Favaro          | segunda línea  | Benetton Rugby       |
| Giambattista Croci      | segunda línea  | Amatori Rugby Milano |
| Massimo Giovanelli      | ala            | Amatori Rugby Milano |
| Gianni Zanon (c.)       | ala            | Benetton Rugby       |
| Alessandro Bottacchiari | ala            | L'Aquila Rugby       |
| Roberto Saetti          | Número 8       | Petrarca Rugby       |
| Ivan Francescato        | medio scrum    | Benetton Rugby       |
| Francesco Pietrosanti   | medio scrum    | L'Aquila Rugby       |
| Domínguez               | medio apertura | Amatori Rugby Milano |
| Stefano Barba           | centro         | Amatori Rugby Milano |
| Massimo Bonomi          | centro         | Amatori Rugby Milano |
| Paolo Vaccari           | centro         | Rugby Calvisano      |
| Stefano Bordon          | centro         | Rugby Rovigo         |
| Fabio Gaetaniello       | centro         | Rugby Parma          |
| Marcello Cuttitta       | wing           | Amatori Rugby Milano |
| Edgardo Venturi         | wing           | Rugby Rovigo         |
| Daniele Tebaldi         | zaguero        | Rugby Parma          |
| Luigi Troiani           | zaguero        | L'Aquila Rugby       |

## Participación

### Grupo A
| Equipo         | Gan. | Emp. | Per. | A favor | En contra | Puntos |
| -------------- | ---- | ---- | ---- | ------- | --------- | ------ |
| Nueva Zelanda  | 3    | 0    | 0    | 95      | 39        | 9      |
| Inglaterra     | 2    | 0    | 1    | 85      | 33        | 7      |
| Italia         | 1    | 0    | 2    | 57      | 76        | 3      |
| Estados Unidos | 0    | 0    | 3    | 24      | 113       | 0      |
| 5 de octubre de 1991 | Italia                                                                             | 30 – 9 | Estados Unidos                            | Cross Green, Otley,                                            |                                                                |
|                      | Tries: Barba Francescato Vaccari Gaetaniello Con: Domínguez (4) Pen: Domínguez (2) |        | Tries: Swords Con: Williams Pen: Williams | Asistencia: 7500 espectadores Árbitro(s): Owen Doyle (Irlanda) | Asistencia: 7500 espectadores Árbitro(s): Owen Doyle (Irlanda) |

| 8 de octubre de 1991 | Inglaterra                                                  | 36 – 6 | Italia                         | Estadio de Twickenham, Londres,                                      |                                                                      |
|                      | Tries: Guscott , Underwood Webb Con: Webb (4) Pen: Webb (4) |        | Tries: Cuttitta Con: Domínguez | Asistencia: 30.000 espectadores Árbitro(s): Brian Anderson (Escocia) | Asistencia: 30.000 espectadores Árbitro(s): Brian Anderson (Escocia) |

| 13 de octubre de 1991 | Italia                                                       | 21 – 31 | Nueva Zelanda                                                  | Welford Road Stadium, Leicester,                                         |                                                                          |
|                       | Tries: Cuttitta Bonomi Con: Domínguez (2) Pen: Domínguez (3) |         | Tries: Brooke Innes Tuigamala Hewett Con: (3) Fox Pen: (3) Fox | Asistencia: 16.200 espectadores Árbitro(s): Kerry Fitzgerald (Australia) | Asistencia: 16.200 espectadores Árbitro(s): Kerry Fitzgerald (Australia) |